# Дятел, Николай Михайлович
Николай Михайлович Дятел (род. 1965) — советский и российский военный лётчик. Бывший лидер авиационной группы высшего пилотажа «Стрижи».

## Биография
Родился 18 февраля 1965 года. Выпускник Черниговского Высшего Военного Авиационного Училища Летчиков 1986 г. Общий налёт на самолётах типа Л-39, МиГ-23, МиГ-29 составляет 2100 часов. Классная квалификация — «Лётчик-снайпер».
Гвардии полковник Николай Дятел — бывший лидер авиационной группы высшего пилотажа «Стрижи», в составе группы летал с 1991 г. по 2007 г. Мастер одиночного и группового пилотажа. С 1992 года выполнял комплекс сложных фигур высшего пилотажа на предельных возможностях истребителя МиГ-29. Летал в совместной пилотажной программе групп «Русские Витязи» и «Стрижи» — т. н. «большой девятке» или «большом бриллианте» в составе пяти Су-27 и четырёх МиГ-29 под управлением гвардии полковника Игоря Ткаченко.
В 2005 г. награждён Орденом Мужества из рук Президента РФ Путина В. В.
Женат, есть сын.

## Авиапроисшествие в 2006 году
27 июля 2006 г. при взлёте в пермском аэропорту Большое Савино потерпел крушение Миг-29. Пилотировавший истребитель экипаж в составе полковника Николая Дятла и полковника Игоря Куриленко благополучно катапультировался. Врачи, осмотревшие летчиков после приземления констатировали, что состояние их здоровья удовлетворительное.
Причина происшедшего в том, что ведущий МиГ-29УБ попал в стаю чаек. Из строя были выведены двигатели самолета, и он стал неуправляемым. Лётчик, управлявший ведомым «МиГом», успел среагировать и буквально в последний момент резко увёл самолет от стаи птиц вправо.